# Flintholm (stacja kolejowa)
Flintholm (dun: Flintholm Station) – ważna stacja kolejowa pociągów S-tog i stacja metra, w dzielnicy Flintholm, w Frederiksberg, w Danii. Stacja została otwarta 24 stycznia 2004 r. i jest 15 najruchliwszą stacją kolejową w Danii, a szóstą najbardziej ruchliwą stacją metra.
Perony Ringbanen znajdują się na parterze, podczas gdy perony Frederikssundbanen i stacja metra na wiadukcie. Cały dworzec jest przykryty szklanym dachem o objętości 5000 m², który wisi na wysokości 22 metrów.
Stacja otrzymała kilka nagród: od Dansk Stålinstitut, dyplom od The Brunel Awards, nagrodę od Foreningen til Hovedstadens Forskønnelse i European Steel Design Awards.